# Starobilsk
Starobilsk (en ucraïnès: Старобільськ; en rus Старобельск, Starobelsk) és una ciutat de l'óblast de Luhansk a Ucraïna, situada actualment a la zona ocupada per la República Popular de Luhansk, integrada a Rússia. Serveix com a centre administratiu del raion d'Starobilsk i centre del municipi (hromada) homònim.
La ciutat es troba controlada per Rússia des del 2 de març de 2022, com a part de la República Popular de Luhansk.

## Geografia
Starobilsk està situada a la vora del riu Aidar, 85 quilòmetres al nord-oest de Luhansk. La presa, que regula el nivell de l'aigua al riu Aidar, es va posar en funcionament el 1983.

## Història

### Orígens
Presumiblement, Starobilsk remunta la seva herència a l'assentament de Bielska Slobodà, que originalment podria haver rebut el nom d'Okólnitxi Bogdan Belski de la família Litvin Bielski (amb orígens lituans), qui en aquest moment era súbdit del Gran Ducat de Moscou.
Bielski va arribar a les ribes del riu Donets per a construir una fortalesa a les fronteres del sud Tsare-Borisov (després del tsar moscovita Borís Godunov) que es va erigir no gaire lluny el 1598-1600. El 1602, Godunov va sospitar de Belski i va ordenar que l'arrestessin, el despullessin dels seus béns i l'exiliessin a Sibèria. Després de la mort de Godunov, Belski va rebre l'amnistia el 1605 pel fet que la seva germana, sent esposa del difunt Borís Godunov, Maria Skuratova-Belskaya, es va convertir en regent. Belski va ser enviat com a voivoda a Kazan, on el 1611 va ser assassinat per una torba després de negar-se a jurar lleialtat al Dimitri II el Fals. La slobodà va ser abandonada gradualment, mentre que la fortalesa va ser destruïda el 1612 en una de les incursions tàrtares.
El 1686, l'assentament va ser repoblat per militars del regiment de cosacs del slobodà d'Ostrogozhsk, que originalment procedien de les regions de Poltava i Txerniguiv, i van nomenar el seu assentament en honor al poble de Bilsk.
En ser serfs fugitius, el govern tsarista els va permetre establir-se a la frontera militar amb el kanat de Crimea per a dur a terme funcions de guàrdia fronterera. Després que el lloc es poblés també amb serfs de les regions centrals de la Rússia actual, el govern tsarista va prendre mesures per a trobar i retornar a aquests fugitius. El 1701, el Prikaz va decidir realitzar un cens de població als nous assentaments al llarg del riu Aidar i Donets, però la majoria de la població va evitar el cens. Tractant de satisfer les demandes dels terratinents russos que van recórrer repetidament al tsar amb queixes i sol·licituds per a retornar als fugitius, el 6 de juliol de 1707 Pere I de Rússia va emetre un edicte sobre la cerca de "nouvinguts de Rus de tota mena de persones". Al Don es va enviar un destacament punitiu sota el comandament del coronel Príncep Iuri Dolgoruki, que se li va encarregar buscar als fugitius i "portar-los als terratinents dels quals van fugir". Aquesta acció va conduir a la coneguda rebel·lió de Bulavin, per la qual les tropes tsaristes finalment van cremar l'assentament fins als fonaments.
El 1732 l'assentament va ser repoblat novament per pagesos dels voltants d'Ostrogozhsk convertint-lo en un slobodà de nom Stara-Bila. Entre els primers dels seus nous residents es trobaven novament militars del Regiment Ostrogozhsk dirigit pel sótnik I. Senelnikov. El 1782, Staro-Bila va ser assignada a la fàbrica de cavalls Derkul del districte de Bilovodsk, a la governació de Vorónej. Per l'edicte tsarista (ucàs) de l'1 de maig de 1797, la slobodà de Staro-Bila va passar a dir-se Starobelsk i es va convertir en el centre administratiu del uiezd de Starobelsk a la governació de Khàrkiv de l'Imperi rus.

### Edat Contemporània
Fundat el 12 d'octubre de 1851, el monestir de Starobilsk es va convertir en un centre espiritual per a la regió.
La ciutat va ser ocupada per les tropes austríaques durant l'avanç de les Potències Centrals a través d'Ucraïna a la primavera del 1918, però aviat es va convertir en un centre d'activitat per als anarquistes de l'Exèrcit Revolucionari Insurreccional d'Ucraïna. Una fotografia al Museu Regional de la Ciutat mostra al líder anarquista Nèstor Makhnò dirigint-se a la gent de Starobilsk des d'un balcó a la plaça principal el 1919. Després de la revolució d'Octubre, el convent va ser restringit i, a l'abril de 1924, va ser clausurat.
Durant la Segona Guerra Mundial, l'antic convent va ser un camp de presoners soviètic per a presoners de guerra polonesos, especialment oficials (48 d'ells van morir al camp i van ser enterrats al cementiri de Chmirov). Una placa a la paret exterior del convent declara que 4.000 presoners polonesos van ser confinats dins del convent i finalment executats el 1940. Aquests oficials van ser executats al mateix temps que la massacre de Katin, però a l'edifici del NKVD a Khàrkiv i més tard enterrats al bosc de Piatijatki. La Wehrmacht alemanya va entrar a Starobilsk a finals de 1942 i la va evacuar nou mesos després, destruint gran part de la ciutat però sense dinamitar la fàbrica de llet. El règim nazi va operar una presó a la ciutat. Starobilsk va ser alliberada de les forces d'ocupació alemanyes el 23 de gener de 1943, convertint-la en la primera ciutat de l'RSS d'Ucraïna a ser recapturada per l'Exèrcit Roig.
El monestir va romandre buit fins al 1992, quan l'estat el va retornar a l'església ortodoxa; va ser reconsagrat i inaugurat el 1995.

### Segle XXI
Durant la primera fase de la guerra del Dombàs, els separatistes prorussos van prendre molts llocs a l'óblast de Luhansk; no obstant això, Starobilsk va romandre sota control ucraïnès. La bandera de la República Popular de Luhansk es va hissar sobre l'Hotel Aidar el 17 de juny de 2014, però es va retirar ràpidament. El batalló Aidar hi tenia les seves casernes generals aquí. La ciutat va tenir presència militar durant dos anys a partir de llavors, temps durant el qual l'estàtua de Lenin al parc de la ciutat de Starobilsk va ser enderrocada per un tanc. El 2016, el carrer Lenin va passar a dir-se Carrer del Monestir com ho havia estat abans de la revolució bolxevic.
El 24 de febrer de 2022, al començament de la invasió russa d'Ucraïna de 2022, les forces russes van començar un assalt a Starobilsk, que constava d'un nombre no especificat de tancs, BMPs i infanteria. El 6 de març de 2022, un nombre més gran d'habitants de Starobilsk es van reunir i van arriar la bandera de la República Popular de Luhansk, la van cremar i van cantar l'himne nacional ucraïnès. Les forces pro-russes van dispersar la reunió proucraïnesa amb tirs a l'aire.
A principis de setembre de 2022, Ucraïna va llançar una gran contraofensiva a la regió. El 13 de setembre, el governador ucraïnès de l'óblast de Luhansk, Serhiy Haidai, va declarar que les forces russes havien fugit de Starobilsk i va agregar que la ciutat estava "pràcticament buida". Però les forces ucranianes mai van superar la línia Kreminnà-Svàtove, a 60 quilòmetres de distància de la ciutat, i aquesta es va mantenir sota control rus.

## Demografia
L'evolució de la població entre 1897 i 2021 va ser la següent:
| 1897  | 1923  | 1926   | 1939   | 1959   | 1970   | 1979   | 1989   | 2001   | 2010   | 2013   | 2017   | 2019 | 2021   |
| ----- | ----- | ------ | ------ | ------ | ------ | ------ | ------ | ------ | ------ | ------ | ------ | ---- | ------ |
| 9.801 | 6.149 | 13.931 | 14.419 | 19.519 | 22.341 | 23.851 | 25.053 | 22.371 | 18.796 | 18.297 | 17.453 | 5810 | 16.267 |

Segons el cens de 2001, la llengua materna de la majoria dels habitants, el 60,84%, és el ucraïnès; del 38,68% és el rus.

## Infraestructura

### Arquitectura, monuments i llocs d'interès
El principal atractiu de la ciutat és el monestir de Starobilsk del segle xix. Un altre monuments religiós d'importància és la catedral de Sant Nicolau de Starobilsk, del mateix segle que el monestir.
La ciutat també té una casa de la cultura i hi ha un museu d'història local a la ciutat, des del 2015 té l'estatus de museu regional.

### Educació
Aquí es troba la Universitat de Luhansk nomenada en honor a Taras Xevtxenko, evacuada a Starobilsk al setembre de 2014 des de la Luhansk ocupada. Tant la biblioteca de la Universitat de Luhansk com la Biblioteca Científica Universal Regional de Luhansk van estar en funcionament a la ciutat.

## Persones il·lustres
- Gueorgui Languemak (1898-1938): dissenyador de coets soviètic d'origen suís-alemany que va intervenir en el desenvolupament dels llançacoets Katiuixa.
- Dmitri Poliakov (1921-1988): general i alt oficial del GRU soviètic, que va ser un prominent espia durant la Guerra Freda.
- Eduard Múdrik (1939-2017): futbolista rus i soviètic que va desenvolupar tota la seva carrera esportiva en el FC Dinamo Moscou i va ser internacional per la Unió Soviètica.
- Viacheslav Skomorojov (1940-1994): atleta soviètic especialitzat en la prova de 400 m tanques, en la qual va aconseguir ser campió europeu el 1969.
- Serhí Jadan (1974): novel·lista, assagista i traductor ucraïnès.

## Galeria

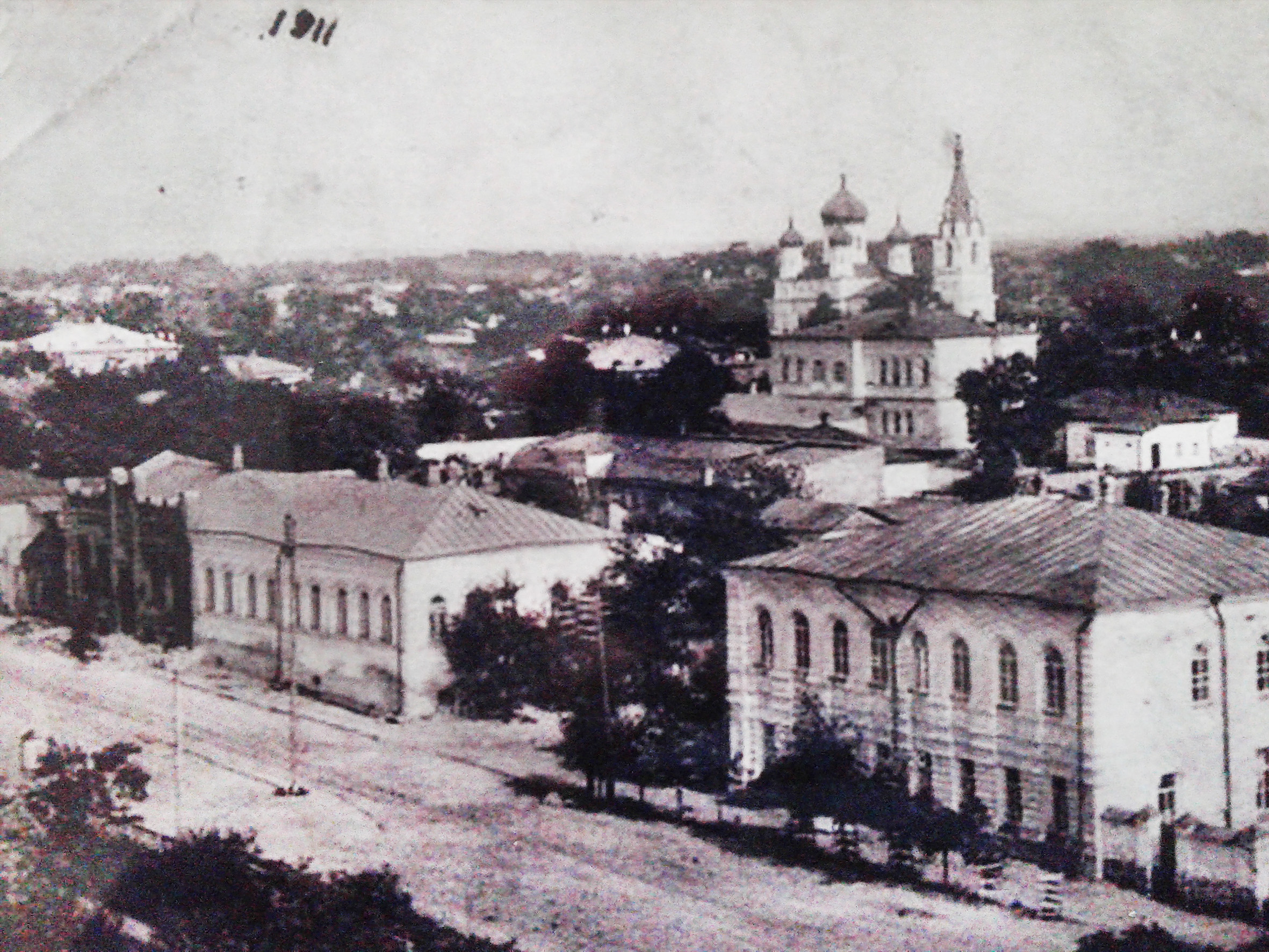
Starobilsk el 1911
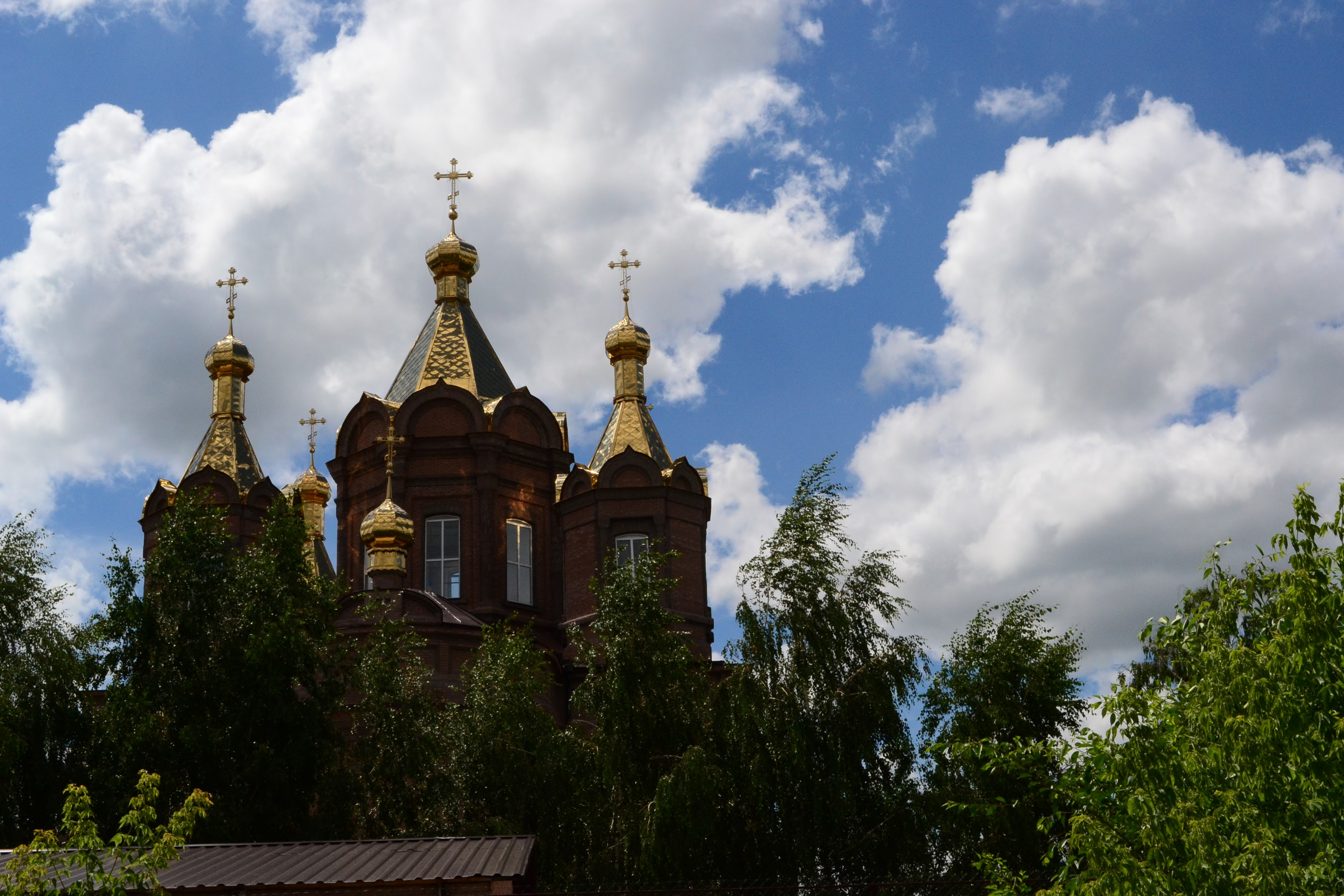
Monestir de Starobilsk
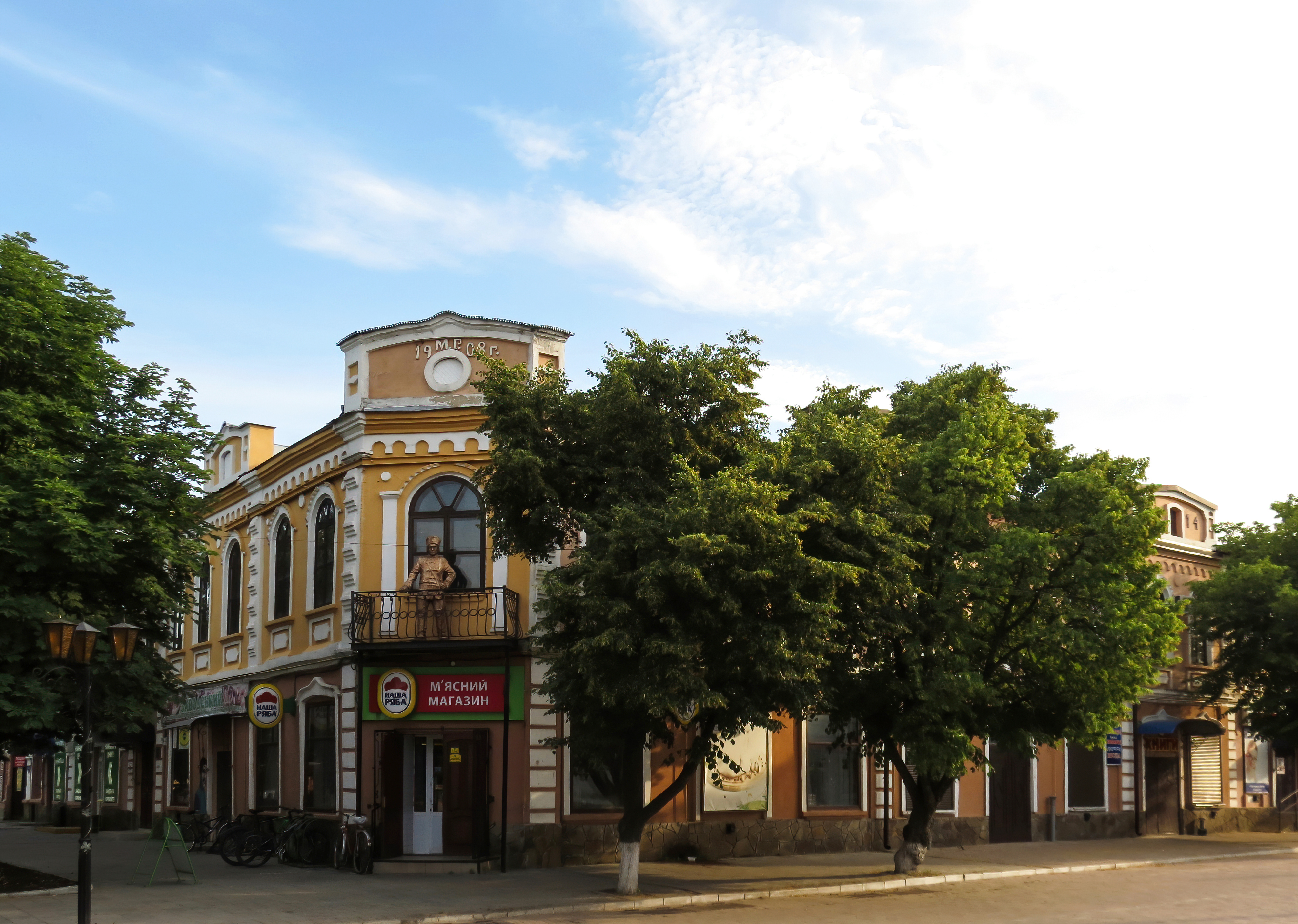
Arquitectura històrica al centre de la ciutat
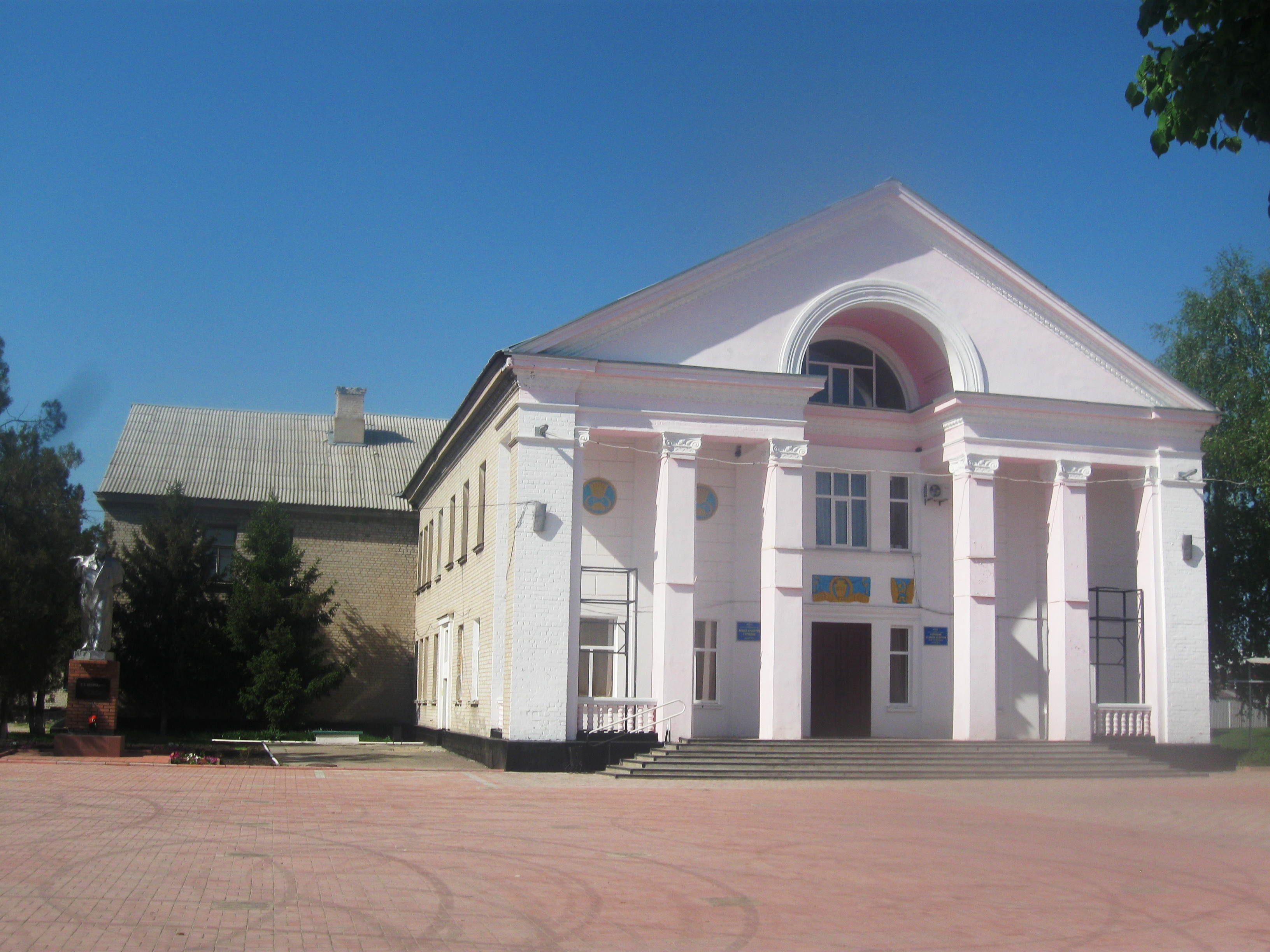
Casa de la cultura de Starobilsk
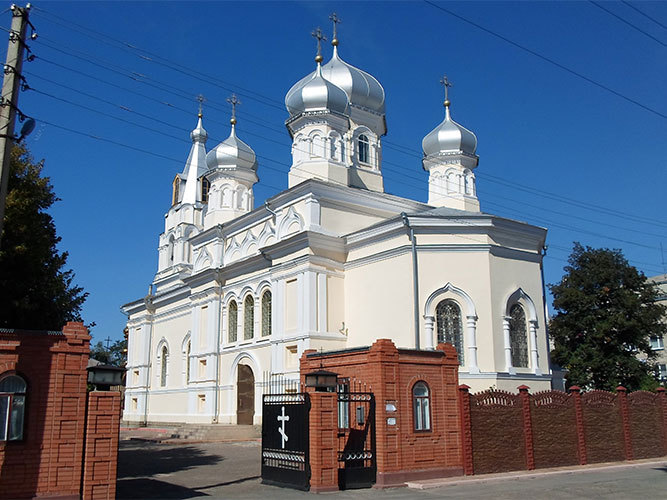
Catedral de Starobilsk
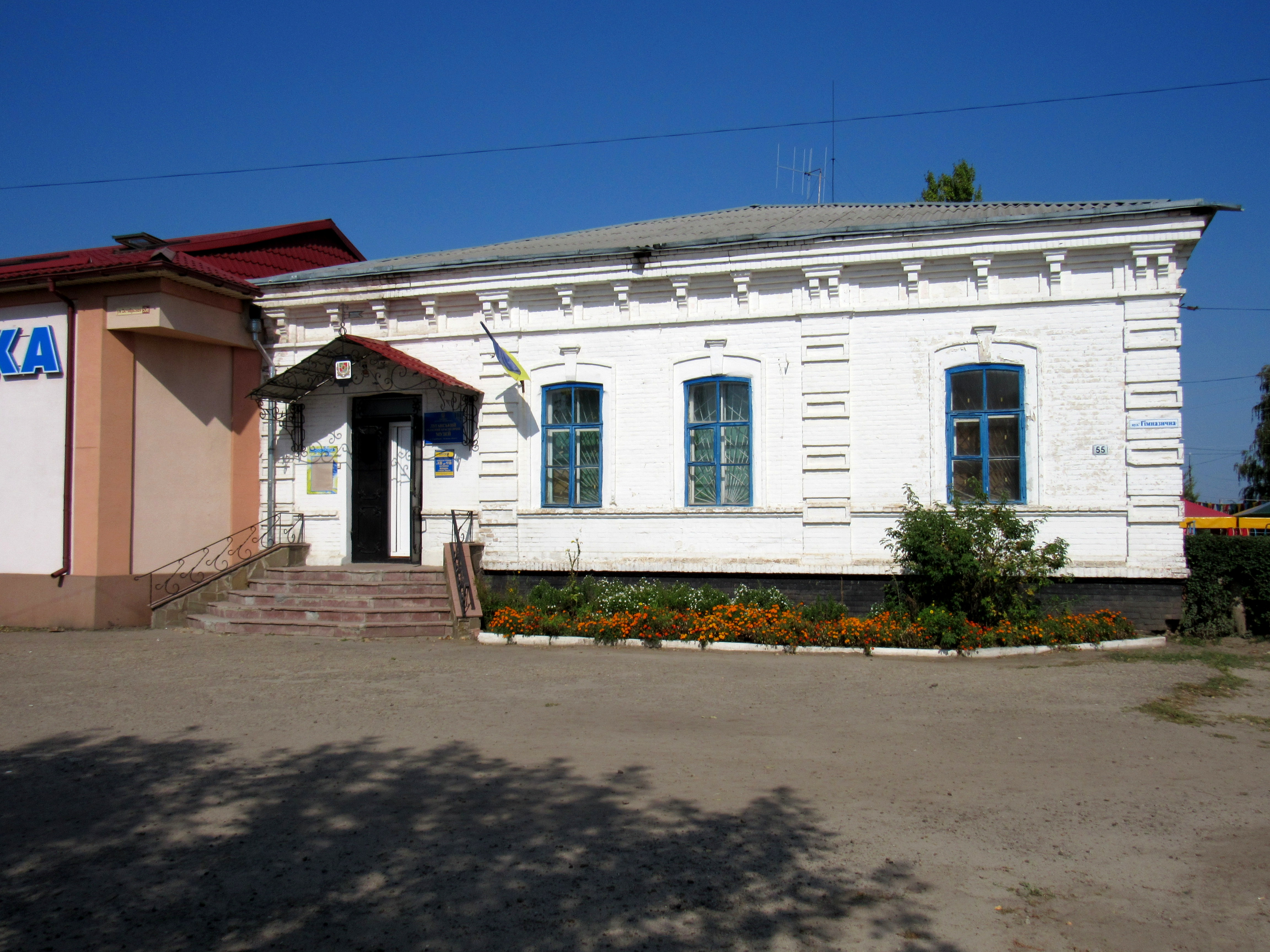
Museu local
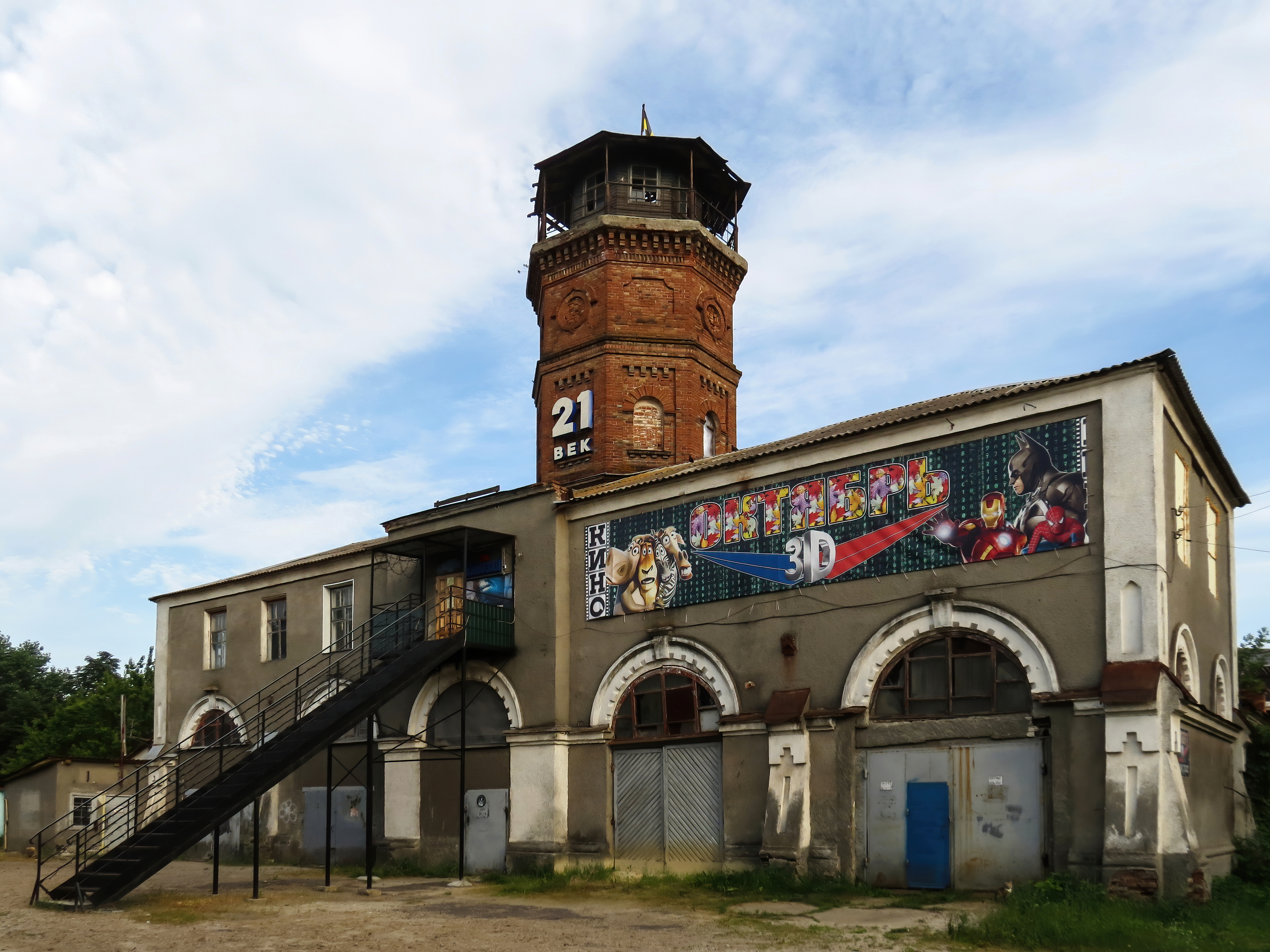
Antic parc de bombers
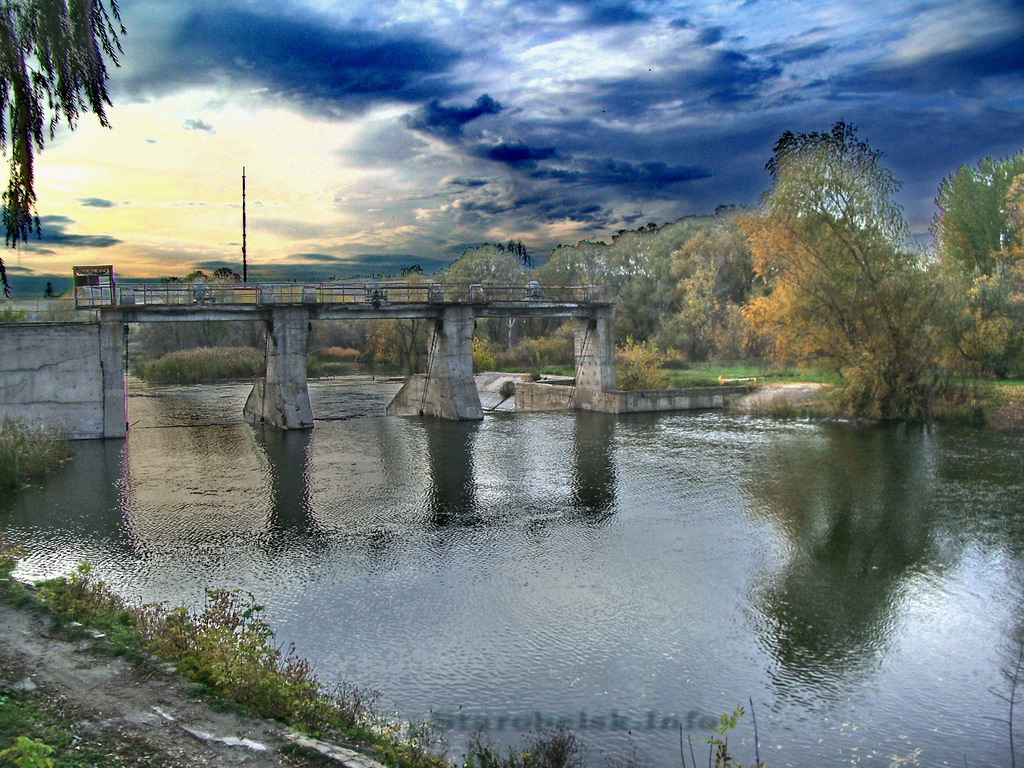
Presa de Starobilsk al riu Aidar

## Ciutats germanades
Starobilsk està germanada amb les següents ciutats:
- Lublin, Polònia[12]
- Khmelnitski, Ucraïna